# Eleccions legislatives portugueses de 2019
Les eleccions legislatives portugueses de 2019 se van celebrar el diumenge 6 d'octubre de 2019 per renovar els 230 diputats de l'Assemblea de la República, el parlament unicameral de Portugal.

## Antecedents
A les eleccions del 2015, el partit més votat va ser la coalició de dretes Portugal al Davant, tot i que els partits d'esquerres van obtenir més de la meitat dels escons. Just després de les eleccions, el Partit Socialista, el Bloc d'Esquerra, el Partit Comunista i els Verds van començar negociacions per formar govern.
El 19 d'octubre de 2015, António Costa, el secretari general del PS, va rebutjar formar una gran coalició amb PàF o amb qualsevol govern liderat per Pedro Passos Coelho. També va comunicar al president de la República que el seu partit estava en condicions de formar un govern que seria recolzat pels partits d'esquerra.
El 22 d'octubre, el president Aníbal Cavaco Silva va manar formar govern a Passos Coelho, que tindria un termini de 10 dies per presentar el seu programa de govern a l'Assemblea. El PS, BE i la CDU ja van anunciar que presentarien una moció de censura per tombar el govern. L'endemà, el socialista Eduardo Ferro Rodrigues va ser escollit president de l'Assemblea de la República, amb el suport dels partits d'esquerres.
Els ministres del govern de Passos Coelho van prendre possessió del càrrec el 30 d'octubre i el programa de govern havia de ser votat el 10 de novembre, però aquest mateix dia es va votar la moció de censura, que va ser aprovada per 123 a favor i 107 en contra i va fer caure el govern. El PS, BE, CDU i PAN van votar-hi a favor i PàF en contra.
El 26 de novembre de 2015 es va establir el nou govern en solitari del PS liderat per António Costa.

## Sistema electoral
L'Assemblea de la República és el parlament monocameral de Portugal i està format per 230 diputats escollits per sufragi universal entre els adults amb nacionalitat portuguesa majors de 18 anys, per a un període de 4 anys. Segons la constitució portuguesa, les eleccions són convocades pel president de la República i es duen a terme entre el 14 de setembre i el 14 d'octubre de l'any en que finalitza la legislatura. La data ha de ser anunciada amb l'antelació de 60 dies. En cas que es dissolgui el parlament i es convoquin eleccions anticipades, el marge ha de ser de 55 dies.
Cadascun dels divuit districtes en que se subdivideix el país i les dues regions autònomes de Madeira i les Açores formen una circumscripció electoral. Els portuguesos residint a l'estranger s'agrupen en dues circumscripcions: Europa i la resta del món, que escullen dos membres cadascun. La resta de circumscripcions escullen un nombre de diputats proporcional al seu cens electoral. Els partits o coalicions es presenten en llistes tancades. Els electors escullen la llista que desitgen votar marcant una creu a un model de papereta única a cada circumscripció. La repartició d'escons és proporcional i es realitza amb el sistema d'Hondt a nivell de circumscripció, sense barrera legal i amb els vots en blanc comptant com a vots nuls.
Per la formació de govern no és necessària una majoria absoluta de l'Assemblea, però sí que ho és si es presenta una moció de censura o en l'aprovació dels pressupostos.

## Resultats
|                                                                   |                                                |            |       |      |          |     |
| Partit                                                            | Partit                                         | Vots       | %     | +/-  | Diputats | +/- |
|                                                                   | Partit Socialista                              | 1 908 036  | 36,34 | 4,03 | 108      | 22  |
|                                                                   | Partit Socialdemòcrata                         | 1 457 704  | 27,76 | -    | 79       | 10  |
|                                                                   | Bloco de Esquerda                              | 500 017    | 9,52  | 0,67 | 19       | =   |
|                                                                   | Coalició Democràtica Unitària (a)              | 332 473    | 6,33  | 1,94 | 12       | 5   |
|                                                                   | Centre Democràtic Social / Partit Popular      | 221 774    | 4,22  | -    | 5        | 13  |
|                                                                   | Pessoas–Animais–Natureza                       | 174 511    | 3,32  | 1,93 | 4        | 3   |
|                                                                   | Chega!                                         | 67 826     | 1,29  | Nou  | 1        | Nou |
|                                                                   | Iniciativa Liberal                             | 67 681     | 1,29  | Nou  | 1        | Nou |
|                                                                   | LIVRE                                          | 57 172     | 1,09  | 0,36 | 1        | 1   |
|                                                                   | Aliança                                        | 40 487     | 0,77  | Nou  | 0        | Nou |
|                                                                   | Partit Comunista dels Treballadors Portuguesos | 36 118     | 0,69  | 0,44 | 0        | =   |
|                                                                   | Reagir, Incluir, Reciclar                      | 35 359     | 0,67  | Novo | 0        | =   |
|                                                                   | Partido Nacional Renovador                     | 17 126     | 0,33  | 0,17 | 0        | =   |
|                                                                   | Partit de la Terra                             | 12 952     | 0,25  | 0,17 | 0        | =   |
|                                                                   | Nós, Cidadãos!                                 | 12 379     | 0,24  | 0,16 | 0        | =   |
|                                                                   | Partit Democràtic Republicà                    | 11 761     | 0,22  | 0,91 | 0        | =   |
|                                                                   | Partit Unit de Jubilats i Pensionistes         | 11 491     | 0,22  | 0,04 | 0        | =   |
|                                                                   | Junts pel poble                                | 10 550     | 0,20  | 0,06 | 0        | =   |
|                                                                   | Partit Popular Monàrquic                       | 8 431      | 0,16  | 0,12 | 0        | =   |
|                                                                   | Partit del Treball Portuguès                   | 8 299      | 0,16  | -    | 0        | =   |
|                                                                   | Moviment Alternativa Socialista                | 3 331      | 0,06  | -    | 0        | =   |
| Vots invàlids                                                     | Vots invàlids                                  | 255 586    | 4,87  | 1,12 |          |     |
| Total                                                             | Total                                          | 5 251 064  | 100   |      | 230      |     |
| Electorat/Participació                                            | Electorat/Participació                         | 10 810 240 | 48,57 | 7,29 |          |     |
| (a) Coalició electoral entre PCP (10 diputats) i PEV (2 diputats) |                                                |            |       |      |          |     |